# Ochthebius serratus
Ochthebius serratus es una especie de escarabajo del género Ochthebius, familia Hydraenidae. Fue descrita científicamente por Rosenhauer en 1856.
Se distribuye por España, en la ciudad de Cádiz. Mide 1,9 milímetros de longitud y su edeago 0,36 milímetros.